# Новопокровка (Быстроистокский район)
Новопокровка — село в Быстроистокском районе Алтайского края России. Административный центр и единственный населённый пункт Новопокровского сельсовета.

## История
Село Новопокровка было основано в 1720 году. В «Списке населенных мест Российской империи» 1868 года издания населённый пункт упомянут как бывшая казачья станица Терская Бийского округа Томской губернии при реке Ануй, расположенная в 80 верстах от окружного города Бийска. В бывшей станице имелось 105 дворов и проживало 378 человек (183 мужчины и 185 женщин).

В 1928 году в селе функционировали две школы, лавка общества потребителей, имелось 842 хозяйства, проживало 5791 человек. В административном отношении село являлось центром сельсовета Быстро-Истокского района Бийского округа Сибирского края.

## География
Село находится в юго-восточной части Алтайского края, на левом берегу реки Ануй, на расстоянии примерно 15 километров (по прямой) к юго-юго-востоку (SSE) от села Быстрый Исток, административного центра района. Абсолютная высота — 180 метров над уровнем моря.
Климат умеренный, континентальный. Средняя температура января составляет −18 °C, июля — +18,6 °C. Годовое количество осадков составляет 470 мм.

## Население
| 1997  | 1998  | 1999  | 2000  | 2001  | 2002  | 2003  |
| ----- | ----- | ----- | ----- | ----- | ----- | ----- |
| 1313  | ↘1274 | ↘1219 | ↘1191 | ↘1159 | ↗1188 | ↗1198 |
| 2004  | 2005  | 2006  | 2007  | 2008  | 2009  | 2010  |
| ↘1185 | ↘1138 | ↘1128 | ↘1102 | ↘1063 | ↘1052 | ↘992  |
| 2011  | 2012  | 2013  | 2014  | 2015  | 2016  | 2017  |
| ↘984  | ↘962  | ↗963  | ↘954  | ↘938  | ↘928  | ↘913  |
| 2018  | 2019  | 2020  | 2021  |       |       |       |
| ↘892  | ↘882  | ↘863  | ↘859  |       |       |       |

Согласно результатам переписи 2002 года, в национальной структуре населения русские составляли 97 %.

## Инфраструктура
В селе функционируют средняя общеобразовательная школа, детский сад, врачебная амбулатория и отделение Почты России.

## Улицы
Уличная сеть села состоит из 7 улиц и 2 переулков.